# 鲁夫赖 (科多尔省)
鲁夫赖（法語：Rouvray，法語發音：[ʁuvʁɛ]）是法国科多尔省的一个市镇，属于蒙巴尔区。

## 地理
鲁夫赖（47°25'28"N, 4°6'14"E）面积9.48 平方千米，位于法国勃艮第-弗朗什-孔泰大區科多尔省，该省份为法国中东部省份，北起奥布省，西接涅夫勒省和约讷省，南至索恩-卢瓦尔省，东南接汝拉省，东临上索恩省，东北部与上马恩省接壤。
与鲁夫赖接壤的市镇（或旧市镇、城区）包括：圣马尼昂斯、圣日耳曼德莫代翁、拉罗什昂布勒尼勒、圣昂德、桑塞莱鲁夫赖、比西耶尔。

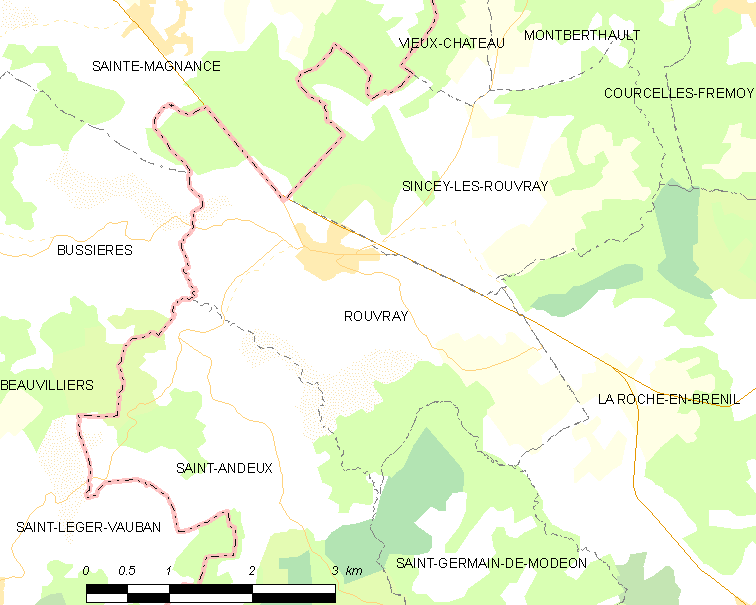
的OSM定位图

鲁夫赖的时区为UTC+01:00、UTC+02:00（夏令时）。

## 行政
鲁夫赖的邮政编码为21530，INSEE市镇编码为21531。

## 政治
鲁夫赖所属的省级选区为欧苏瓦地区瑟米尔县。

## 人口

1962-2008年间人口变化图示

鲁夫赖于2022年1月1日时的人口数量为503人。